# 그라비올라

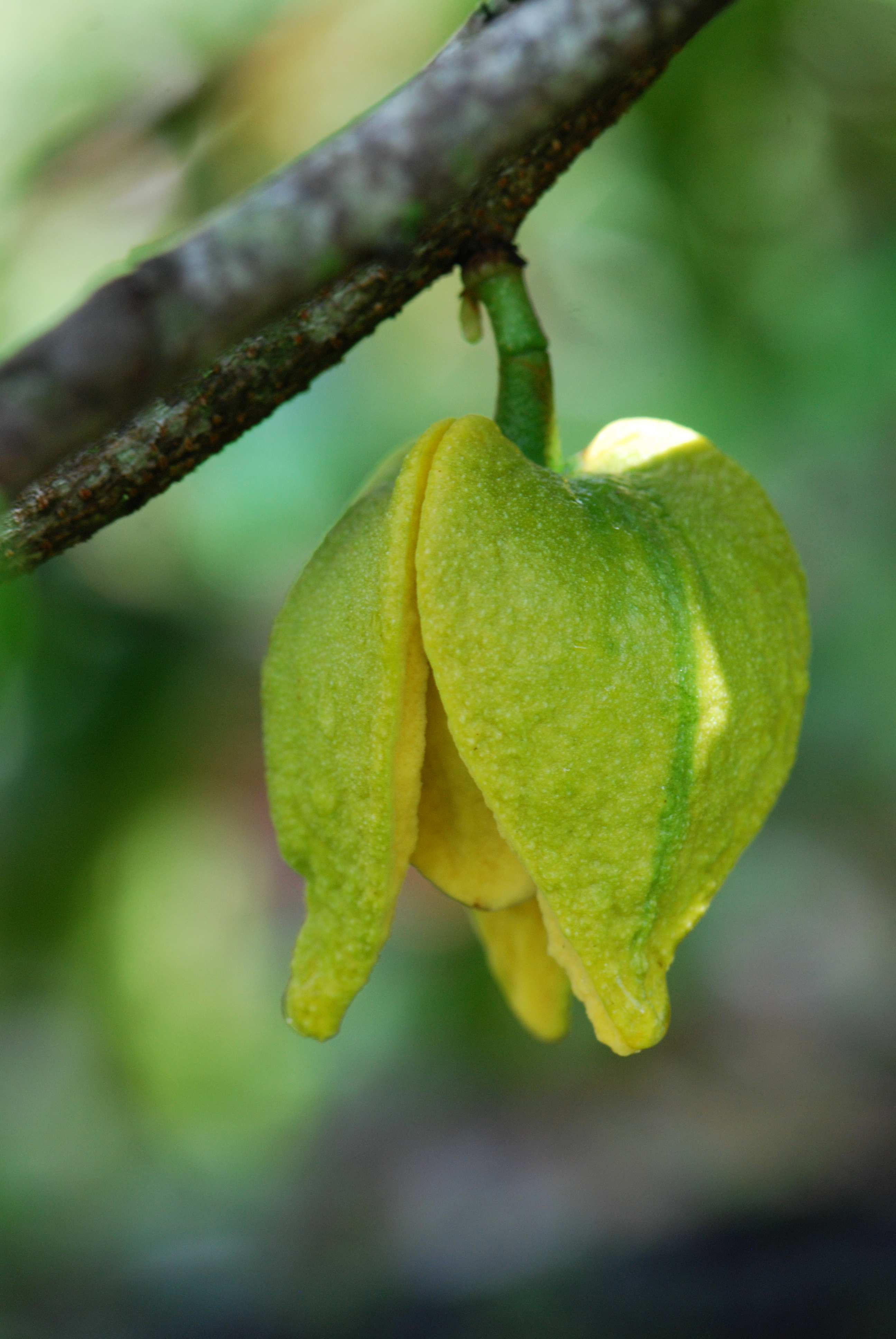
A. muricata 의 꽃

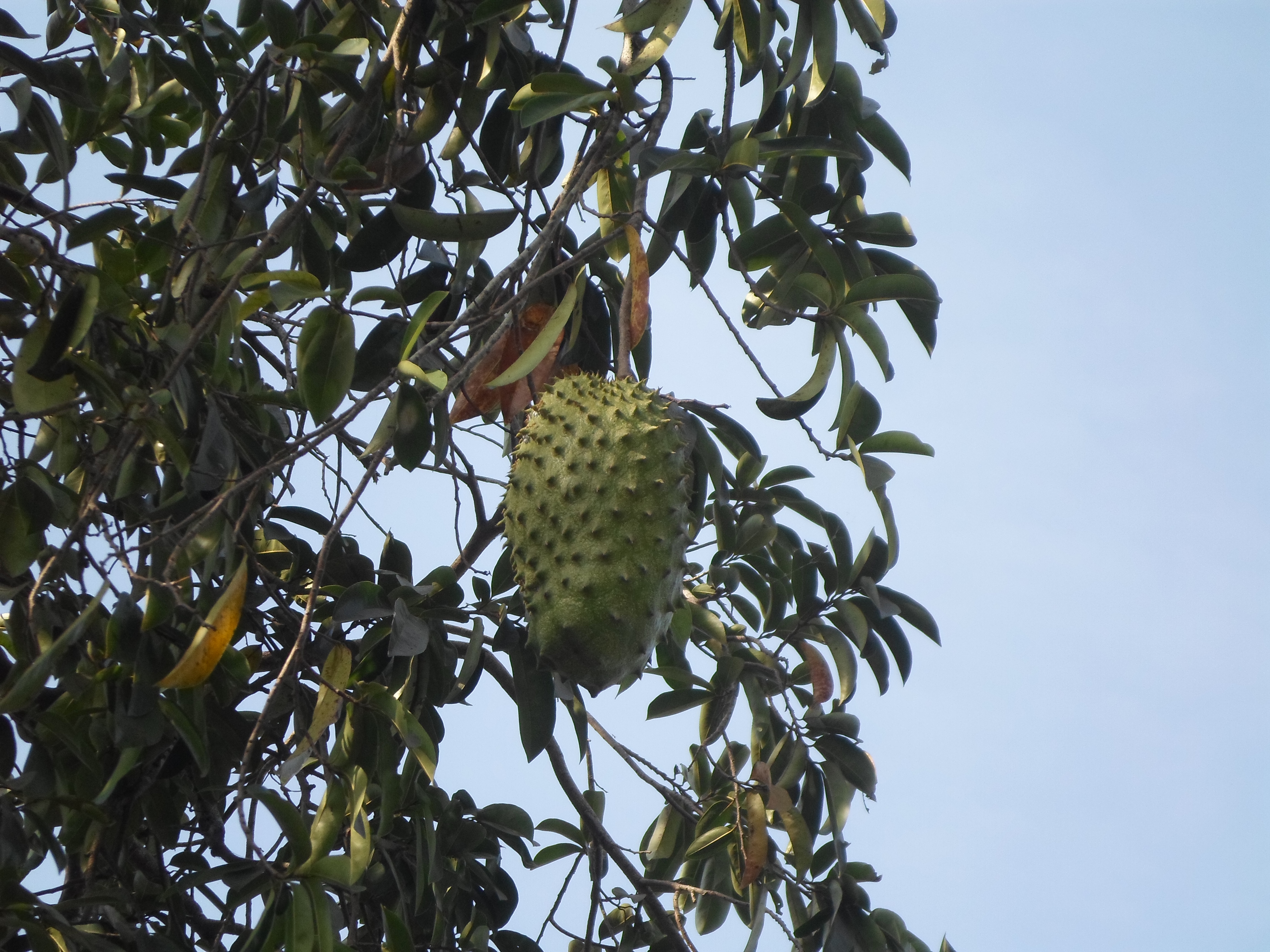
그라비올라 열매가 달린 나무

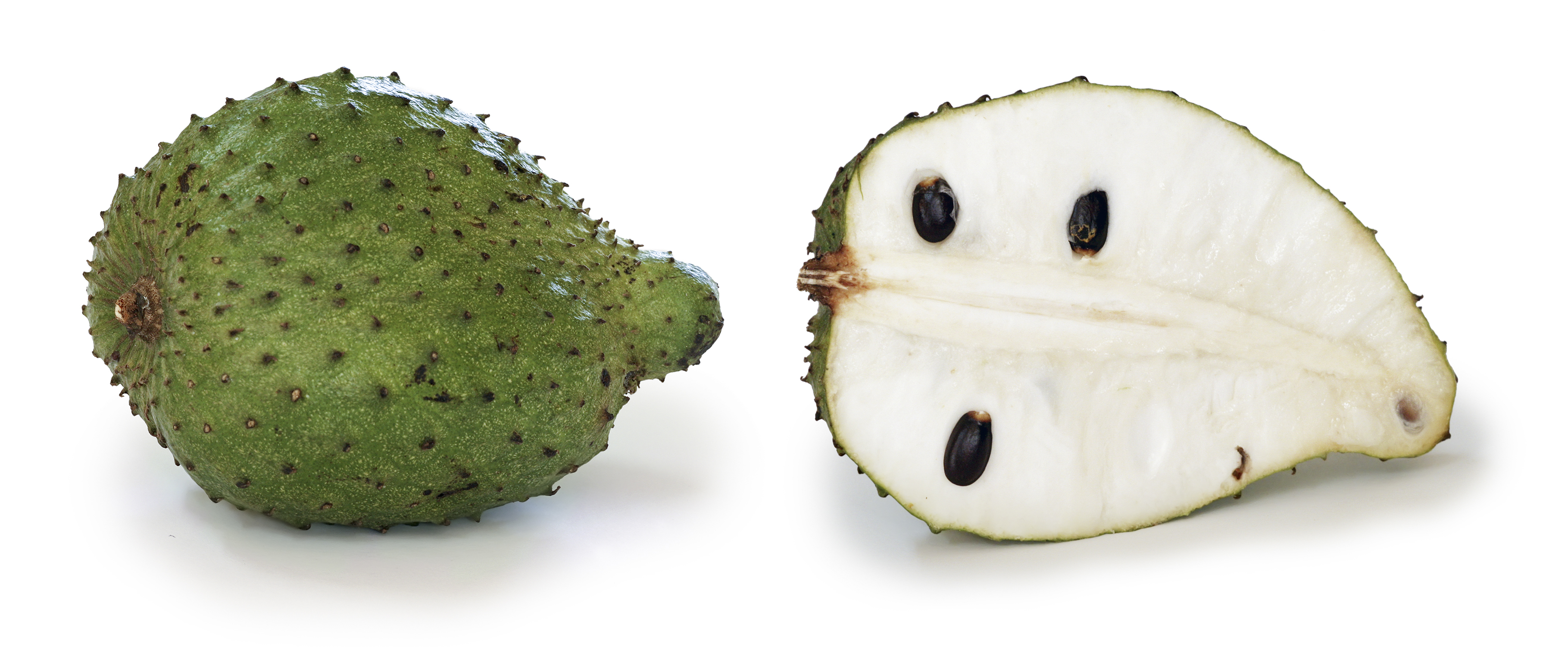
그라비올라를 반으로 자른 모습과 전체 모습.

그라비올라(포르투갈어: graviola, 학명: Annona muricata)는 목련목 뽀뽀나무과의 식물과 열매를 일컫는 말이다.
그라비올라는 대체 암 치료법에 사용되기도 한다. 그러나 의학적인 증거는 없다.

## 재배
멕시코, 쿠바, 중앙아메리카, 카리브 제도에 자생하며, 주로 콜롬비아, 브라질, 페루, 에콰도르, 베네수엘라, 푸에르토 리코에서 생산된다.
주변의 기온이 5 °C 이하로 떨어졌을 때, 그라비올라의 나뭇잎과 나뭇가지에 치명적일 수 있으며, 3 °C 이하로 떨어졌을 때 열매에 손상을 주기 때문에 보통 겨울이 습하고 따뜻한 나라에서 재배한다. 20~30cm의 큰 가시를 가지며, 최대 6.8kg까지 자랄 수 있다.

## 용도
과육은 흰색으로 식용하며 과즙은 주스, 스무디, 사탕, 셔벗 등에 향신료로 사용된다. 호주에서 만든 변종인 커스터드 애플 역시 유사한 용도로 사용된다.

## 영양분
비타민 C와 비타민 B1, 비타민 B2가 풍부하다.

## 건강

### 독성

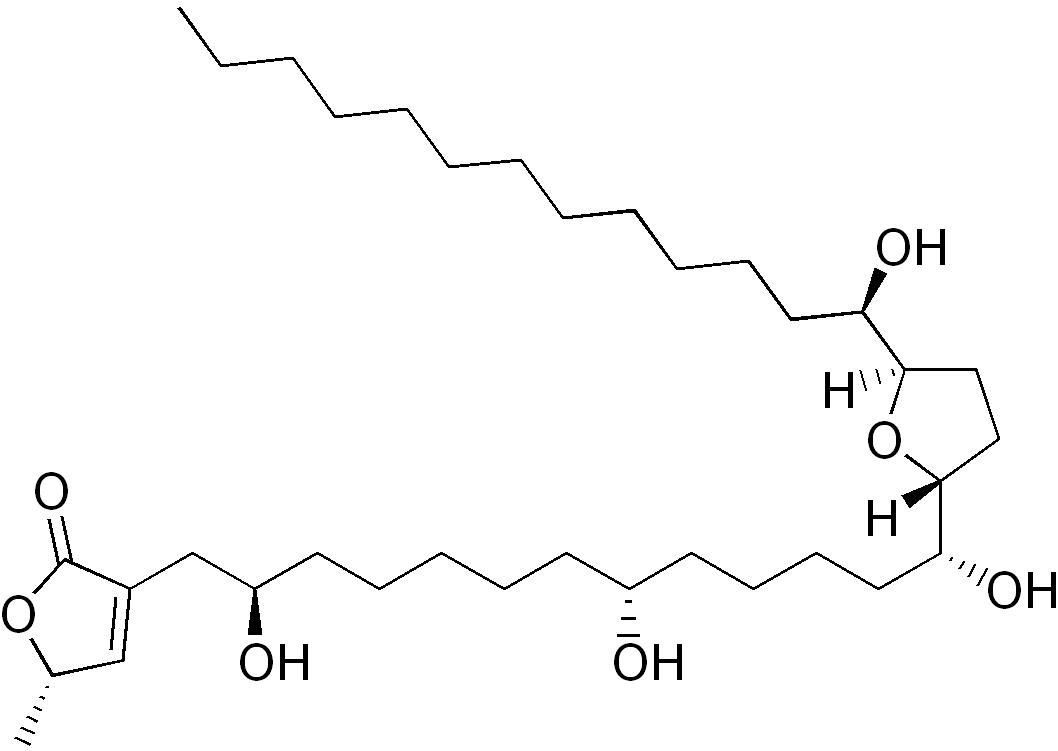
신경 독 아노나신의 구조

그라비올라의 씨앗에 포함되어있는 아노나신은 파킨슨 병을 유발 할 수 있는 알칼로이드다. 체내에서 신경 독으로 작용하여 신경 변성과 연관된 질병을 초래한다.
이에 관해 2010년 프랑스 식품 안전 기관은 그라비올라 섭취가 파킨슨 병을 초래 하는지는 확실히 알 수 없으나, 인간 건강에 잠재적인 위험을 가져오므로 추가적인 연구가 필요하다고 밝혔다.
그라비올라와 같이 씨앗에 독성 물질(시안배당체:체내에서 청산중독)이 함유된 열매로는 벚나무속 식물 (초크체리, 체리, 살구, 배, 서양오얏), 은행, 사과, 아몬드 등이 있다.

## 같이 보기
- 아테모야
- 체리모야